# Доусон-Дамер, Лайонел Артур, 6-й граф Портарлингтон
Лайонел Артур Генри Сеймур Доусон-Дамер, 6-й граф Портарлингтон (англ. Lionel Arthur Henry Seymour Dawson-Damer, 6th Earl of Portarlington; 26 августа 1883 — 4 июля 1959) — англо-ирландский пэр и военный.

## Происхождение и образование
Родился 26 августа 1883 года. Старший сын Джорджа Доусона-Дамера, 5-го графа Портарлингтона (1858—1900), и Эммы Андалусии Фрер Кеннеди (1861—1929), дочери лорда Найджела Кеннеди и Кэтрин Энн Мэй.
После смерти отца его мать вышла замуж за Генри Портмана, 3-го виконта Портмана (1860—1923) в сентябре 1901 года. От этого брака у него была младшая сводная сестра, достопочтенная Селина Луиза Портман.
Он получил образование в Итонском колледже (Виндзор, графство Беркшир, Англия).

## Карьера
31 августа 1900 года после смерти своего отца Лайонел Доусон-Дамер унаследовал титулы 6-го графа Портарлингтона в графстве Квинс (Пэрство Ирландии), 7-го виконта Карлоу в графстве Карлоу (Пэрство Ирландии) и 7-го лорда Доусона из Доусона в графстве Квинс (Пэрство Ирландии).
Лорд Портарлингтон служил одним из сопровождающих королевский кортеж на коронации Эдуарда VII и Александры в Вестминстерском аббатстве в Лондоне 9 августа 1902 года.
Второй лейтенант Ирландской гвардии (1903—1905), лейтенант во время Первой мировой войны, он сражался в составе 4-го батальона Ленстерского пехотного полка.
В 1920-е годы лорд Портарлингтон и его жена были одними из самых известных личностей лондонского общества. Его «прославляли за остроумие, постоянное хорошее настроение и хорошее настроение».
Унаследовав графский титул, лорд Портарлингтон также унаследовал усадьбу Эмо-Корт, особняк недалеко от деревни Эмо в графстве Лиишь (Ирландия), спроектированный архитектором Джеймсом Гэндоном в 1790 году для Джона Доусона, 1-го графа Портарлингтона. Хотя строительство началось в 1790-х годах, работы не были завершены до 1860-х годов 3-м графом Портарлингтоном.
После начала Первой мировой войны в 1914 году, Пасхального восстания в 1916 году и последующей войны за независимость (1919—1921), лорд Портарлингтон, как и многие протестанты и большая часть англо-ирландского и дворянства, покинул то, что впоследствии стало Ирландским свободным государством. Его ирландские владения были конфискованы. В 1920 году поместье, простиравшееся почти на 20 квадратных миль (52 км2), было продано Ирландской земельной комиссии. Дом остался незанятым, а большая часть земли была роздана местным фермерам. Лорд Портарлингтон затем поселился в Каме-хаусе, бывшей резиденции семьи Дамер в графстве Дорсет.

## Личная жизнь
2 февраля 1907 года в церкви Святой Троицы на Слоун-стрит в Лондоне лорд Портарлингтон женился на американке Уиннифреде Юилл (1886—1975), дочери Джорджа Скелтона Юилла из Нового Орлеана . У супругов родился один сын:
- Джордж Лайонел Сеймур Доусон-Дамер, виконт Карлоу (20 декабря 1907 — 17 апреля 1944), командир авиации вспомогательных военно-воздушных сил[14]. В 1937 году она женился на Пегги Кэмби, дочери Чарльза Кэмби (лондонского менеджера Канадского коммерческого банка)[15]. У супругов было двое сыновей:
  - Джордж Лайонел Юилл Сеймур Доусон-Дамер, 7-й граф Портарлингтон (род. 10 августа 1938), старший сын и преемник отца.
  - Достопочтенный Лайонел Джон Чарльз Сеймур Доусон-Дамер (12 октября 1940 — 24 июня 2000).

Он умер 4 июля 1959 года в возрасте 75 лет. Поскольку его единственный сын умер раньше него, ему наследовал его внук Джордж.
.